# Зріз часу
Time Cut — американський науково-фантастичний слешер 2024 року режисера Ханни Макферсон, яка написала сценарій разом з Майклом Кеннеді . У ньому знялися Медісон Бейлі, Антонія Джентрі та Гріффін Глюк .
Сюжет розповідає про Люсі, дівчину, яка випадково подорожує у часі до 2003 року і намагається врятувати свою старшу сестру від вбивці в масці.
Фільм був випущений Netflix 30 жовтня 2024 року.

## Сюжет
18 квітня 2003 року старшокласниця Саммер Філд без жодного ентузіазму відвідує святкування весни у старших класах, оскільки її близькі друзі Еммі, Брайан і Вел нещодавно померли від рук серійного вбивці Світлі Слешера. Її друг всього життя, Квінн, намагається дати їй конверт, який вона відкидає в сторону, вона також не зацікавлена у танцях зі своїм колишнім Етеном
Доки Саммер знаходиться у задній ванній кімнаті, поліція закриває вечірку, і всі поспішають назовні. Фігура в масці кидається на неї з ножем, тож вона тікає назад до сараю, де він збиває її додолу.
Через 20-років старшокласниця та винахідник-любитель Люсі Філд відчуває себе значною мірою невидимою, тому що місто та її батьки зациклені на даті смерті Саммер, місто було розірване вбивствами. Центр міста залишився неохайним, а люди продовжують говорити про нерозкриті злочини і Люсі супроводжує своїх батьків до невеличкої святині жертв біля сараю.
Помітивши спалах світла в сусідньому сараї для сіна, Люсі випадково знаходить машину часу і повертається у 2003 рік, за один рік і два дні до того, як її сестра Саммер була вбита Слешером. Дизорієнтована тим наскільки не занедбана Слайтлі, вона йде до середньої школи, щоб проконсультуватися зі своїм наставником, вчителем природничих наук — містером Флемінгом. Квін чує її питання про подорож у часі, та наполягає на безвідповідальності таких дій.
Трохи згодом, коли Квінна змітає з ніг хвиля студентів і він стає жертвою пранку, Люсі втручається. Вона зупиняє групу і валить Ітана на спину. Спочатку Квінн обурений, але згодом вона зізнається йому, що випадково потрапила сюди через машину часу. Знаючи, що він добре розуміється у фізиці, Люсі залучає його у допомогу
Коли Квінн має відправитись на роботу в торговому центрі, Люсі просить підвезти її до дому. Вона здивувала його запросивши під виглядом допомоги Саммер з домашнім завданням з хімії. Будинок та її батьки дуже різні. Тут безлад, батьки розслаблені, а Саммер та її матір готують. Пізніше Слешер вбиває Вела та Брайана, але спроба Люсі втрутитись призводить до загибелі охоронця, який не мав померти в реальному часі.
Зрештою Саммер дізнається правду і співпрацює з Люсі та Квінн, щоб врятувати Еммі від Слеша. У той же час Люсі виявляє, що Квінн закоханий у Саммер, лист, який він намагався дати їй, є зізнанням у цьому. Поки Люсі та Квінн крадуть паливо для машини часу, Саммер йде на танці, де публічно визнає свою любов до Еммі. Слешер нападає на Саммер, але Люсі та Квінн рятують їй життя.
Виявляється, що Слешер — це майбутній Квін з альтернативної шкали часу, який збожеволів через відмову та знущання, які він зазнав. Він подорожував назад у часі, прагнучи помститися Саммер та її друзям, навмисно створивши Люсі, щоб вона закрила диру яка утворилась у житті батьків після смерті Саммер. Люсі переносить себе та Квінна з майбутнього назад до 2024 року, де їй вдається вдарити його електричним струмом та вбити.
Виявивши, що вона не існує в цій новій, кращій шкалі часу, Люсі вирішує повернутися в 2003 рік, щоб прожити своє життя в минулому з Саммер та Квіном. Вона отримує стажування в НАСА подібне до того, яке вона отримала у своїй реальній часовій шкалі. У своїй особистій заяві Люсі демонструє більш оптимістичний погляд на життя, ніж вона робила спочатку.

## Акторський склад
| Актор           | Роль                                |
| --------------- | ----------------------------------- |
| Медісон Бейлі   | Люсі Філд молодша сестра Саммер     |
| Антонія Джентрі | Саммер Філд старша сестра Люсі      |
| Майкл Шенкс     | Гіл Філд батько Люсі та Саммер      |
| Гріффін Глюк    | Квінн геній фізики та помічник Люсі |
| Меган Бест      | Еммі Голден найкраща подруги Саммер |
| Семюель Браун   | Ітана                               |
| Сідні Сабістон  | Вал Вон                             |
| Катаем О'Коннор | Браян Палмер                        |
| Рейчел Кроуфорд | Кендра Філд матір Люсі та Саммер    |

## Виробництво
У травні 2021 року було оголошено, що режисером сценарію, написаного Майклом Кеннеді та Соно Пателем, стане Ханна Макферсон.  Медісон Бейлі та Антонія Гентрі були першими членами акторського складу, оголошених про участь у фільмі. Додаткові члени акторського складу були виявлені коли оголосили про випуск у 2024 році.
Зйомки мали проходити у Вінніпезі, Манітоба, Канада, з 21 червня по 28 липня 2021 року Основні зйомки врешті-решт розпочалися 6 липня і завершилися в серпні, а операторську роботу виконали Тоні Мірза та Галина Хатчінс до того, як Хатчінс працювала над своїм останнім фільмом «Іржа». У виробництві Time Cut використовувалися незаряджена зброя, але персонал з безпеки вогнепальної зброї все ще дотримувався стандартних заходів безпеки, що весь акторський склад та знімальна група були в курсі.

## Реліз
Time cut вийшов на Netflix 30 жовтня 2024 року

## Рецензія
Огляд веб-сайту Rotten Tomatoes показав 21 % з 19 задовільних відгуків критиків, а середня оцінка складає 4/10. Metacritic, який використовує середні значення, присвоїв фільму оцінку 37 зі 100, що була виведена на основі восьми критиків і вказує на «загалом несприятливі» відгуки.

## Цікаві факти
Фінальні титри від Writers Guild of America представляє Соно Патель «додатковий літературний матеріал(не на екрані)», разом з Джей Ті Біллінгсом та Яном Шорром.